# Dogado
Il Dogado o Dogao (termine veneto corrispondente all'italiano "ducato") era una delle tre ripartizioni territoriali in cui era suddivisa la Repubblica di Venezia, insieme allo Stato da Tera e allo Stato da Mar, corrispondente al territorio metropolitano della capitale.

## Descrizione
Comprendeva la sottile fascia costiera coincidente con l'antico Ducato di Venezia (da cui il nome), ovvero le lagune poste tra le foci di Po e Isonzo. Vi faceva parte anche il territorio di Cologna (attualmente in provincia di Verona) che fu dichiarata parte del Dogado nel 1406 in seguito a delle questioni territoriali sorte tra Vicenza e Verona.
Ad esclusione della capitale, l'amministrazione era suddivisa in alcuni distretti, detti reggimenti, con a capo uno o più rettori patrizi, solitamente con il titolo di podestà.
Questa la situazione al 1766:
1. Venezia - Città dominante divisa nei sei sestieri di Castello e Sant'Elena, San Marco, Cannaregio, San Polo, Santa Croce, Dorsoduro con la Giudecca.
2. Adria - Retta da un podestà e capitano, per sedici mesi, senza pena e con contumacia. Comprendente la città di Adria (con i sobborghi di Amolara, Baricetta, San Paolo, San Pietro, Stradella, Tomba e Dragonzo), Bellombra, Corcrevà, Bottrighe, Gavello, Lama.
3. Cavarzere - Retta da un podestà, per sedici mesi, senza pena e senza contumacia. Comprendente la comunità di Cavarzere e le ville di Cona, Foresto, Cantarana, Rottanova, Pettorazza, Fasana.
4. Caorle - Retta da un podestà, per sedici mesi, senza pena e senza contumacia. Comprendente la comunità di Caorle e le ville di Ca' Cottoni, Torre di Mosto, San Giorgio di Livenza, Ca' Pollani, Bocca di Fossa.
5. Chioggia - Retta da un podestà, per sedici mesi, con pena e senza contumacia, da un castellano, per sedici mesi, senza pena e senza contumacia, e da un saliniere, per sedici mesi, senza pena e senza contumacia. Comprendente la città di Chioggia, Sottomarina, Ca' Bianca, Canal di Valle, Cavanella d'Adige, Pellestrina, San Pietro in Volta, Portosecco.
6. Cologna - Retta da un podestà, per sedici mesi, senza pena e senza contumacia; presente una Camera Fiscale. Comprendente la comunità di Cologna (con le adiacenze di Sant'Andrea e Porcetti) e le ville di Albaredo, Baldaria, Beccacivetta, Michellorie, Caselle, Cucca, Miega, Pressana, Roveredo, Sabbion, Santo Stefano, Volpino, Zimella.
7. Gambarare - Retta da un provveditore, per ventiquattro mesi, senza pena e senza contumacia. Comprendente la comunità di Gambarare.
8. Grado - Retta da un conte, per sedici mesi, senza pena e senza contumacia. Comprendente la città di Grado.
9. Loreo - Retta da un podestà, per sedici mesi, senza pena e con contumacia. Comprendente la comunità di Loreo e le ville di Mazzorno, Donada, Contarina Taglio di Po, Rosolina Sanudo, Ca' Cappello, Ca' Coreggio, Ca' Pisani, Ca' Venier, Ca' Farsetti, Tolle.
10. Malamocco e Castello del Lido - Retta da un castellan del Lido, per sedici mesi, senza pena e senza contumacia. Comprendente la comunità di Malamocco e il castello del Lido.
11. Murano - Retta da un podestà, per sedici mesi, senza pena con contumacia. Comprendente la comunità di Murano e la villa di Sant'Erasmo.
12. Torcello - Retta da un podestà, per sedici mesi, senza pena con contumacia. Comprendente la città di Torcello, le comunità di Mazzorbo e Burano, Campalto, Treporti, Cavallino, Cavazuccherina, Grisolera, San Michele del Quarto, Trepalade.